# Mireval
Mireval is een gemeente in het Franse departement Hérault (regio Occitanie). De plaats maakt deel uit van het arrondissement Montpellier. Mireval telde op 1 januari 2022 3.301 inwoners.

## Geografie
De oppervlakte van Mireval bedroeg op 1 januari 2022 11,05 vierkante kilometer; de bevolkingsdichtheid was toen 298,7 inwoners per km².

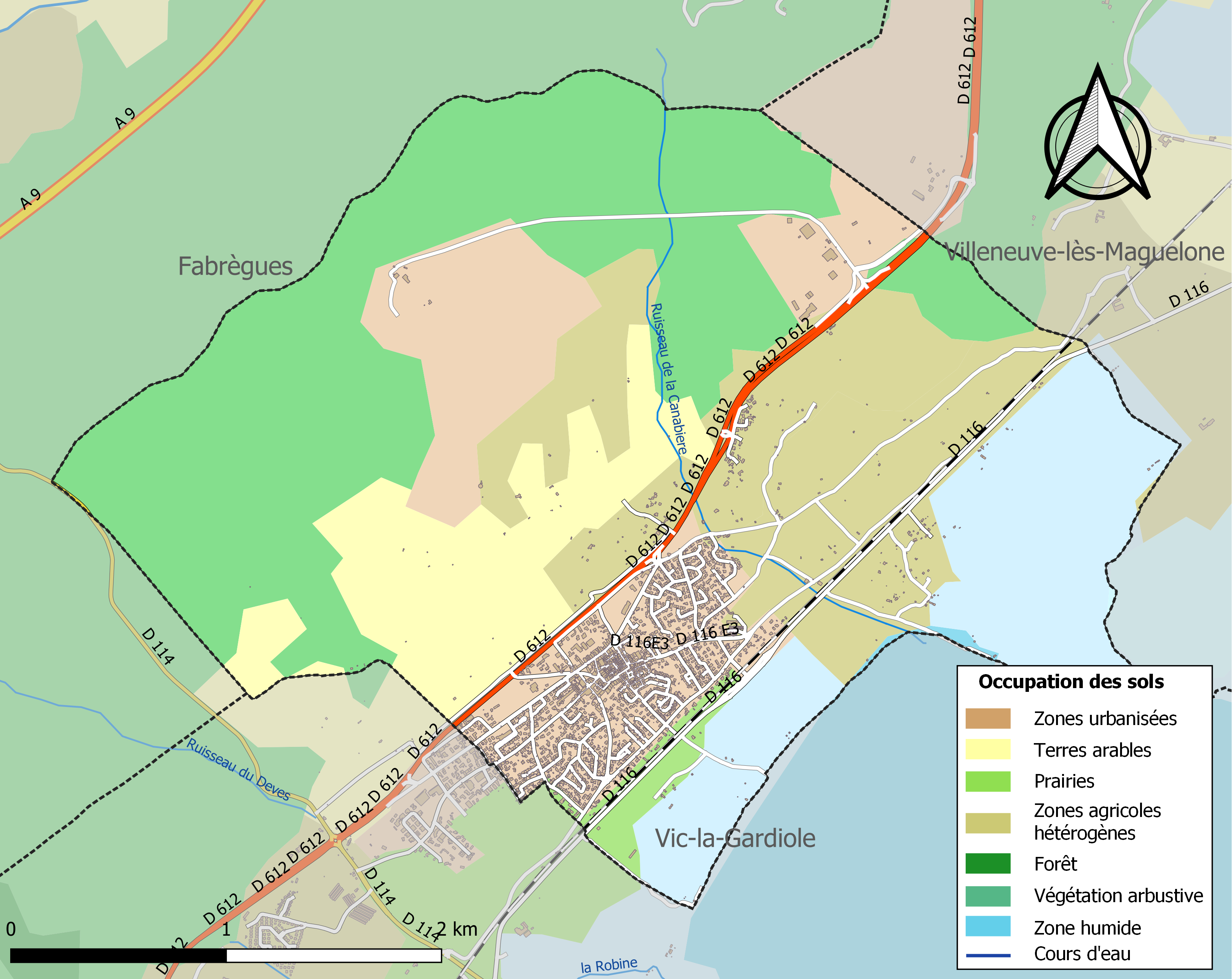
Kaart van de gemeente met belangrijkste infrastructuur, bodemgebruik en omliggende gemeenten

## Demografie
Onderstaande figuur toont het verloop van het inwonertal (bron: INSEE-tellingen).

## Verkeer
In de gemeente bevindt zich het spoorwegstation Vic-Mireval, dat wordt bediend door treinen van de TER Occitanie.